# Szabó József utca
A Szabó József utca Budapest XIV. kerületének egyik mellékutcája. Az Abonyi utca és az Istvánmezei út között húzódik. Nevét Szabó József (1822–1894) geológusról kapta 1896-ban.

## Története
1896-ban kapta a Millenáris utca nevet, de még ebben az évben Szabó József (1822–1894) geológusról nevezték el. Az utca ekkor a VII. kerülethez tartozott. 1935. június 15-én az újonnan létrehozott XIV. kerület része lett. Az Abonyi utca és az Istvánmezei út között húzódik és Istvánmező városrészhez tartozik.

### Híres lakói
- Neuhold Kornél (1876–1945) gépészmérnök, gyárigazgató (12.)
- Rákosi Mátyás (1892–1971) kommunista politikus (25.)
- Ungár Mór (?–?) szobrász (23.)

## Épületei
3. – Millenáris Sporttelep
1896-ban épült fel a millenniumi ünnepségek tiszteletére az első fővárosi sporttelep Bláthy Ottó Titusz tervei alapján. 1897 május 9-én itt vívta az első nyilvános labdarúgó-mérkőzést a BTC első és második csapata. Október 31-én ugyanitt rendezték meg az első nemzetközi labdarúgó-mérkőzést a kontinensen a BTC és az osztrák Vienna Cricket FC között. 1901 és 1911 között a magyar labdarúgó-válogatott hazai mérkőzéseinek nagyrészét itt rendezte. A sporttelep mai formáját lényegében az 1927-28-ban történt átalakításkor nyerte el, amelyet Hajós Alfréd és Mattyók Aladár tervei szerint végeztek. A pálya a magyar kerékpársport fellegvára. 1928-ban világbajnokságot, 1949-ben és 1954-ben főiskolai világbajnokságot rendeztek itt. Ezen kívül szép számmal rendeztek itt atlétikai versenyeket. 1949-ben pedig tenisz Davis-kupa mérkőzés színhelye volt. Télen jégpályaként is funkcionált (1956 és 1986 között, majd 2009-től ismét). Ez volt az ország második műjégpályája.
6. – Récsei Center (Cházár András utca 1. is)
1930-ban épült Hültl Dezső és Mihailich Győző tervei szerint autóbuszgarázsnak (akkori neve: Szent Domonkos utcai garázs). A 7200 m²-es nagy csarnok szerkezeti megoldása a maga korában egyedülálló európai jelenségnek számított (nincsenek az épületben oszlopok). Az épületeket Bory Jenő szobraival díszítették fel. A második világháború során az épület súlyosan károsodott, a helyreállítás 1947-ben fejeződött be. 1948-ban kapta Récsei Ernőről nevezték el. 2000-ben a Budapesti Közlekedési Vállalat az értékesítése mellett döntött. 2004-ben bennük nyílt meg a Récsei Bevásárló és Szórakoztató Központ.
12. – Villa
1913 és 1918 között épült Neuhold Kornél (1876–1945) gyárigazgató számára.
23. – Műteremház
1897-ben épült Fischer Ferenc tervei szerint Ungár Mór (?–?) számára.
25. – Villa
Az 1901-ben épült villában lakott 1945 és 1949 között Rákosi Mátyás (1892–1971) kommunista politikus.